# Буђење тигра (књига)
Буђење тигра : исцељивање трауме : урођени капацитет за трансформацију преплављујућих искустава (енгл. Waking the Tiger: Healing Trauma: The Innate Capacity to Transform Overwhelming Experiences) је књига за самопомоћ америчког терапеута Питера А. Левина (енгл. Peter A. Levine) и Ен Фредерик (енгл. Ann  Frederick) објављена 1997. године. Представља соматски приступ искуству за који се каже да помаже људима који се боре са психолошким траумама. Књига разматра инхибицију и ослобађање облика „енергије“. Издавачка кућа Арете објавила је књигу на српски језик 2023. године у преводу Јелене Ниџовић.

## Синопсис
Буђење тигра садржи четири одељка: Одељак I: Тело као исцелитељ; Одељак II: Симптоми трауме; Одељак III: Трансформација и поновно преговарање; и Одељак IV: Прва помоћ код трауме. Питер Левин у књизи тврди да људи могу помоћи другима који се боре са психолошким траумама управо кроз акцију, уместо кроз разговор.  Он представља соматски приступ искуству.
Питер А. Левин је докторирао медицинску биофизику на Универзитету Калифорније у Берклију и има независни докторат из психологије.  Године 1969, Левин је упознао постдипломску студенткињу, Ненси, која је доживела бруталне нападе панике, необјашњиве по њеном мишљењу. Левин је започео њихов разговор типичном техником опуштања . Ненси је ћутке пазила и није реаговала. Када је наставио да покушава да је опусти, неочекивано је добила јак напад панике. Левин каже да је био потпуно уроњен у њен напад панике. У својим мислима, изненада је видео тигра како се ниско зауставља и спрема да скочи на њих. Уроњен у ноћну мору, наредио је: „Ненси! Напада те велики тигар! Гледај тигра како ти иде! Трчи према том дрвету! Трчи, Ненси, трчи! Попни се! Бежи!“ 
Левин је рекао да су Ненсине ноге почеле да се померају као да спринта. Ненси је рекла да се први пут сетила једног страшног искуства из детињства. Када је имала три године, подвргнута је операцији крајника током које је била причвршћена за операциони сто како би се спречило кретање. Анестезија је могла да делује само делимично, што је довело до тога да се осећа као да је даве. Њено искуство је било увучено у њу и није се могла сетити га се док је била на свесном свету. Док је саветовао Ненси, Левин је у то време такође истраживао предаторство, што су Сандра Блејксли и Метју Блејксли приметили као разлог зашто је Левин замишљао тигра.  Стручњаци углавном нису пронашли доказе који поткрепљују Левинове налазе; он је открио да код плена који је потпуно изгубио способност кретања, „изненадна непокретност високо наелектрисаног нервног система компресује енергију која се затим 'складиштује' у нервном систему ако се не ослободи“. 
Међутим, када плен успе да избегне предаторе, он ће побећи и „буквално се отресати преосталих ефеката реакције непокретности“ док се „њихова тела грче у пароксизмалним грчевима“.  Нема доказа за Левинове закључке о реакцијама плена или Ненсином одговору на њихову сеансу. Посматрајући Ненси, Левин је закључио да су њене конвулзије биле „инстинктивна и дуго очекивана реакција“ на то што је била везана и уплашена као дете. Закључио је без доказа да су Ненсини напади панике узроковани „замрзнутим остатком 'енергије'“ који је остао заглављен у њој, а не трауматичним искуством.  Левин тврди да људи не могу без напора ослободити енергију из трауматског сећања због троједине људске мождане структуре, која, обликована осећањима и оштроумношћу, често надмашује инстинкт.Рекао је да је Ненси престала да доживљава нападе панике након што је имала додатне сеансе са њим које су укључивале више конвулзија. 

## Рецепција
Рут П. Њутн, професорка на Универзитету Калифорније у Сан Дијегу, написала је помешану рецензију књиге у часопису Psychosomatic Medicine. Материјале случаја је сматрала „занимљивим“ јер читаоци могу да посматрају како Левин „користи своју теорију да би водио свој клинички рад“. Али Њутн је открио да су „теорија и материјал случаја испреплетени форматом самопомоћи који слаби његову презентацију и угрожава целокупну организацију књиге“. Закључила је да је „књига прикладнија за коришћење од стране стручњака него директно од стране пацијената или клијената“. Њутн је оштро критиковао активности самотерапије у књизи које неправилно тврде да помажу читаоцима да превазиђу своја застрашујућа искуства, написавши: „Стресем се када замислим пацијента или клијента кога привлаче књиге самотерапије које ће излечити тајне трауме насамо у његовој дневној соби уз помоћ вежбе која их тражи да 'замисле да су у авиону који лети на 9.000 метара... [када] изненада чују гласну експлозију... праћену потпуном тишином'.“ 
Џон Марзилијер је за Британско психолошко друштво написао да је „психолог Питер Левин важна фигура у области трауме. Његова ранија књига, „Буђење тигра: Исцељење трауме“ (North Atlantic Books, 1997), намењена широј читалачкој публици, била је веома успешна.“ Марзилијер је открио да је у књизи „ Буђење тигра “ „појам 'енергије' био релативно неразвијен, што је слабост његовог модела“.  У часопису Psychology Today, Шерил Екл је назвала Буђење тигра „семиналном књигом“ у којој Левин говори читаоцима да „можемо много тога научити о трауми посматрајући животиње у дивљини“.